# Diparopsis gossypioides
Diparopsis gossypioides là một loài bướm đêm trong họ Noctuidae.